# Паландокен (горнолыжный курорт)
Паландокен (тур. Palandöken Kayak Merkezi) — горнолыжный курорт, расположенный на северо-востоке Турции, в 6 км от Эрзурума, на горе Паландокен, на вершине Эждер (3 271 км).

## Характеристики
Перепад высот: 2 200 — 3 176 м
Максимальная высота: 3176 м
Количество трасс: 17
Протяжённость трасс: 43 км
Самая длинная трасса: 12 км
Количество подъёмников: 16

Высота снежного покрова: до 125 см.
Климат сухой. Искусственный снег обеспечивается 30 снежными пушками.
Присутствует зона для хели-ски, сноупарк, сноуборд, рафтинг, карабкание по ледяной стене, гигантские качели, зиплайн, парапланы, катапульты, ночное катание на санках и лыжах. 
На территории курорта расположено 20 отелей с 4 000 номеров. Присутствуют домики-бунгало. 
Начало сезона: Середина декабря
Завершение сезона: Апрель
Открыт в 2011 году. Принимал Зимнюю Универсиаду 2011. Официальное место сборов сборной Турции по горным лыжам. 